# Mario Vazquez
Mario Vazquez, född 15 juni 1977 i New York, är en amerikansk sångare med puertoricanska rötter.

## Karriär
Vazquez blev känd 2005 i och med sitt deltagande i den fjärde säsongen av American Idol. Han skulle ha varit en av de tolv finalisterna men han hoppade av tävlingen.
Efter att fått ett skivkontrakt med Arista Records släppte han sitt självbetitlade debutalbum Mario Vazquez den 26 september 2006. Hans debutsingel "Gallery" nådde bland annat plats 22 på Sverigetopplistan. År 2007 släppte han en andra singel med titeln "One Shot" innan han tog en paus i karriären.

## Diskografi

### Album
- 2006 – Mario Vazquez

### EP
- 2008 – Everytime I...Remix EP

### Singlar
- 2006 – "Gallery"
- 2007 – "One Shot"
- 2012 – "You Are the Only One" (med Hype Jones)
- 2013 – "One Shot"